# Dolmen de Goalichot
Le dolmen de Goalichot est un dolmen situé sur la commune du Trévoux, dans le département français du Finistère.

## Historique
Il est classé au titre des monuments historiques par arrêté du 26 février 1974.

## Description
C'est un petit dolmen constitué de trois piliers et d'une table de couverture dont la hauteur extérieure ne dépasse pas 1,20 m. Les dalles sont en migmatite. La chambre s'élargit de 1 m à l'entrée jusqu'à 1,20 m vers le fond pour une hauteur sous dalle de 0,90 m. La table, en forme d'amande, mesure 2,40 m de long sur 1,40 m de large pour une épaisseur maximale de 0,40 m d'épaisseur. Elle déborde des orthostates. 